# Tubulister curvipilosus
Tubulister curvipilosus är en skalbaggsart som beskrevs av Borgmeier 1948. Tubulister curvipilosus ingår i släktet Tubulister och familjen stumpbaggar. Inga underarter finns listade i Catalogue of Life.